# السجين أو: كيف خططت لقتل توني بلير
السجين أو كيف خططت لقتل توني بلير هو فيلم وثائقي صدر عام 2006 للمخرج الأمريكي مايكل تاكر.
يصور الفيلم يونس خطاير عباس، الصحافي العراقي الذي اعتقلته القوات الأميركية في عام 2003 وسُجن بعد ذلك في سجن أبو غريب لمدة تسعة أشهر. اتهمه مسؤولون عسكريون أميركيون، رغم برائته، بالتخطيط لاغتيال رئيس الوزراء البريطاني آنذاك توني بلير، إلى جانب شقيقيه.